# Сверлинг, Джо
Джо Сверлинг (англ. Jo Swerling; 1897—1964) — американский писатель и сценарист русского происхождения.
В 1943 году номинировался на «Оскар» в номинации Лучший адаптированный сценарий с фильмом «Гордость янки».

## Биография
Родился 8 апреля 1897 года в Бердичеве Киевской губернии, в еврейской семье.
С семьёй переехал в США, вырос в Нью-Йорке, в Нижнем Ист-сайде, где продавал газеты, чтобы материально поддержать семью. В начале 1920-х годов работал в качестве газетного и журнального писателя, затем начал карьеру драматурга в том числе для ранних комедий братьев Маркс. Сценарий своего первого невышедшего фильма написал в 1921 году. Успех Сверлингу пришел с музыкальным ревю The New Yorkers (1927) и игровым кино Kibitzer (1929, сценарий для него написан совместно с актером Эдвардом Робинсоном. Сотрудничал с кинокомпанией Columbia Pictures, работал на Бродвее.
Умер 23 октября 1964 года. Сыновья — Питер Сверлинг (учёный в области радиоэлектроники) и Джо Сверлинг-младший (телевизионный продюсер).

## Избранная фильмография
- 1930 — Дамы для досуга
- 1930 — И в дождь, и в зной
- 1931 — Чудесная девушка
- 1932 — Недозволенное
- 1935 — Весь город говорит
- 1940 — Человек с Запада
- 1942 — Гордость янки
- 1955 — Парни и куколки